# Мукаев, Даулет Толеутаевич
Даулет Толеутаевич Мукаев (каз. Дәулет Төлеутайұлы Мұқаев; 4 мая 1992, Семей, Абайская область (Казахстан) — экономист, блогер, журналист, депутат Мажилиса Парламента РК VIIІ созыва (с 2023 года).

## Биография
Происходит из рода найман. В 2013 году окончил Казахский национальный университет имени аль-Фараби по специальности «Государственное и местное управление» (бакалавр экономических наук), в 2015 году — по специальности «Инновационный менеджмент» (магистр экономических наук).
В 2010—2015 годах — эксперт по вопросам отбора участников интеллектуального конкурса «Лидер XXI века», редактор на телеканале «EL ARNA»
В 2011—2013 годах — гостевой редактор телепередач «Бағдаршам», «Бірлім бірлім жарасқан» на каналах «EL ARNA»,"Хабар"
В 2013—2014 годах — гостевой редактор утренней программы «Оян, қазақ!», автор и ведущий рубрики «Бағыт» на телеканале «EL ARNA»
В 2015—2016 годах — преподаватель кафедры «Менеджмент и маркетинг» в КазНУ им. Аль-Фараби;
В 2017—2018 годах — продюсер телеканала «Balapan», креативный продюсер программы «Dara bala»;
В 2019—2021 годах — ведущий и автор программ «Баспанаға бағыт», «Бизнеске бағыт» на канале «Хабар».
В марте 2023 года по итогам итоги внеочередных выборов депутатов Мажилиса Парламента Даулет Мукаев прошел в Мажилис по одномандатному округу.

## Дополнительно
Даулет Мукаев стал известен широкой аудитории под псевдонимом dauletten благодаря волонтёрской деятельности и созданному в 2020 году благотворительному фонду «Dauletten Қайырымдылық қоры». За время существования фонда 57 семей были обеспечены жильём. В 2021 году казахстанские СМИ писали о том, как Мукаев помог жителям Гамбии, собрав средства, чтобы провести питьевую воду в африканское село.
Также блогер известен тем, что в своем блоге рассказывает о государственных программах получения жилья, способах открытия бизнеса и занимается повышением финансовой грамотности среди казахоязычного населения.
Даулет Мукаев — один из самых читаемых казахоязычных блогеров в Instagram, с количеством подписчиков более 2.4 млн человек.

## Награды и звания
- Медаль «За трудовое отличие» (каз. Ерен еңбегі үшін) (2020).[7]

## Личная жизнь
Женат, имеет троих детей.